# ポルトープランス万国博覧会
ポルトープランス万国博覧会（ポルトープランスばんこくはくらんかい, L'Exposition Internationale de Port au Prince 1949, Expo 1949）は、1949年12月から1950年6月8日までハイチのポルトープランスで開催された国際博覧会（第2種一般博）である。ポルトープランス建設200年を記念して催された。